# Single UNIX Specification
Single Unix Specification (SUS) je společný název pro rodinu standardů pro operační systémy, které smějí být nazývány jménem „Unix“. SUS byl vyvinut a je dále udržován společností Austin Group, která vznikla na základě dřívější práce IEEE a The Open Group.

## Historie
SUS vznikl v polovině osmdesátých let jako projekt standardizování rozhraní operačních systémů k softwarovému návrhu různorodých unixových operačních systémů. Potřeba standardizace vznikla, protože podniky používající počítače chtěly být schopny vyvíjet programy, které by mohly být používány na počítačových systémech od různých výrobců bez nutnosti implementovat programy znovu. Unix byl vybrán jako základ standardu systémového rozhraní částečné proto, že byl nezávislý na výrobcích. Těmito standardy se staly IEEE 1003 (také registrovány jako ISO/IEC 9945) nebo POSIX (anglicky Portable Operating System Interface for Unix, česky přenositelné rozhraní pro operační systém Unix).
Počátkem devadesátých let několik hlavních prodejců vytvořilo spolek COSE, který měl za úkol vytvořit konkurenční specifikaci známou jako Common API Specification nebo Spec 1170. Tato specifikace se později stala populárnější, protože její užívaní nebylo na rozdíl od specifikace POSIX zpoplatněno (IEEE si účtovala značný poplatek pro přístup k specifikaci POSIX).
Začátkem roku 1998 začala pracovní skupina Austin Group vyvíjet specifikaci známou jako Single UNIX Specification Version 3, která je kombinací dvou dříve zmíněných specifikací.

## Specifikace
Uživatelské a softwarové rozhraní pro operační systémy je specifikováno v těchto čtyřech hlavních částech:
- Základní definice – seznam definic a konvencí používaných ve specifikacích a seznam hlavičkových souborů jazyka C, které musí být poskytovány kompatibilními systémy
- Shell a Utility – seznam utilit a popis shellu, sh
- Rozhraní systému – seznam dostupných systémových volání jazyka C, která musí být poskytnuta
- Odůvodnění – vysvětlení za standardem

Standardem je Bourne shell, který poskytuje uživatelský příkazový řádek a podporu pro skripty. Jiné podobné programy, služby a utility obsahují awk, echo, ed a stovky jiných. Požadované programové služby zahrnují základní I/O (souborové, terminálové a síťové) služby. Standard doprovází testová sada. Nazývá se PCTS nebo Posix Certification Test Suite. Všimněte si, že systém nemusí zahrnovat zdrojový kód odvozený jakýmkoliv způsobem z AT&T Unixu. Například IBM OS/390 – nyní z/OS – se kvalifikuje jako unixový systém navzdory tomu, že neobsahuje žádný společný kód.

## Značky pro vyhovující systémy
Jsou dvě oficiální značky pro vyhovující systémy:
- UNIX 98 - značka pro systémy vyhovující verzi 2 SUS
- UNIX 03 - značka pro systémy vyhovující verzi 3 SUS

Starší UNIX standardy jsou UNIX93 a UNIX95.

## Vyhovující systémy

### AIX
AIX 5L V5.2 s aktualizacemi a AIX 5L V5.3 jsou registrovány jako vyhovující pro UNIX 03. AIX 5L V5.2 je registrován jako vyhovující pro UNIX 98.

### HP/UX
HP-UX 11i V3 Release B.11.31 je registrován jako vyhovující pro UNIX 03. Předchozí verze je vyhovující pro UNIX 95.

### SCO
UnixWare 7.1.3 je vyhovující pro UNIX 95. SCO OpenServer 5 je vyhovující pro UNIX 93.

### Solaris
Solaris 10 je vyhovující pro UNIX 03 32bitových a 64bitových x86 a SPARC systémech. Solaris 8 a 9 jsou vyhovující pro UNIX 98 na stejných platformách, ale nezahrnuje podporu pro 64bitové x86 systémy.

### Tru64 UNIX
Tru64 UNIX V5.1A a novější jsou vyhovující pro UNIX 98.

### z/OS
IBM z/OS do verze 1.9 je vyhovující pro UNIX 95. IBM slibuje, že z/OS 1.9, vydání naplánované na září 2007, bude „více souhlasit“ s UNIX 03 (částečně nebo bude plně vyhovovat).

### Linux
Linus Torvalds uvedl, že jádro Linuxu je navrženo tak, aby bylo co nejvíce přizpůsobeno standardu POSIX. Většina Linuxových výrobců necertifikuje své distribuce.
Linux standard base byl vytvořený v roce 2001 jako pokus o úpravu podle vzoru vnitřní struktury systémů založených na Linuxu pro větší kompatibilitu. Je založena na specifikaci POSIX, Single UNIX Specification a rozšířena o další otevřené standardy. Specifikaci respektuje mnoho Linuxových distribucí.

### BSD
Volně dostupný systém BSD je vyhovující jako SUS. Podobně jako u Linuxu, distribuce BSD se mění tak často, že certifikace není finančně dostupná.

### Mac OS X a Mac OS X Server
Mac OS X 10.6 Snow Leopard i starší Mac OS X 10.5 Leopard (oba včetně serverových variant) jsou Open Brand UNIX 03 registrované produkty při používání na procesorech Intel.

### Další systémy
Další systémy jsou registrovány jako UNIX 95 a UNIX 93:
- NCR UNIX SVR4
- NEC UX/4800